# Карлиђи (Бакау)
Карлиђи (рум. Cârligi) насеље је у Румунији у округу Бакау у општини Филипешти. Oпштина се налази на надморској висини од 208 m.

## Становништво
Према подацима из 2002. године у насељу је живело 1152 становника, од којих су сви румунске националности.